# 豊栄インターチェンジ
豊栄インターチェンジ（とよさかインターチェンジ）は、新潟県新潟市北区にある国道7号新新バイパスのインターチェンジ。

## 概要
IC北側の笹山・笹山東・浜浦にある県営東港物流団地や島見町・太郎代にある新潟市東港工業団地への最寄ICである。
また、新発田方面一つ隣の東港ICが、ハーフICとなっており、曽和方面からの流出・流入のみ。新発田方面からの流出・流入はできないため、新発田方面からは大夫興野ICの次は当ICまで流出・流入はできない。
北区中心部である葛塚市街地（旧豊栄市街地）の最寄ICは曽和方面一つ隣の競馬場ICであるが、接続道路である県道324号が、尾山交差点より葛塚側が片側1車線になる上、日東道を潜った先から白新線芋黒踏切まで混雑しやすいため、接続道路が片側2車線である当ICを利用したほうがスムーズに目的地に到着できることがある。特に福島潟や月岡温泉へ向かうような葛塚市街地を通過するような場面には、効果的である。

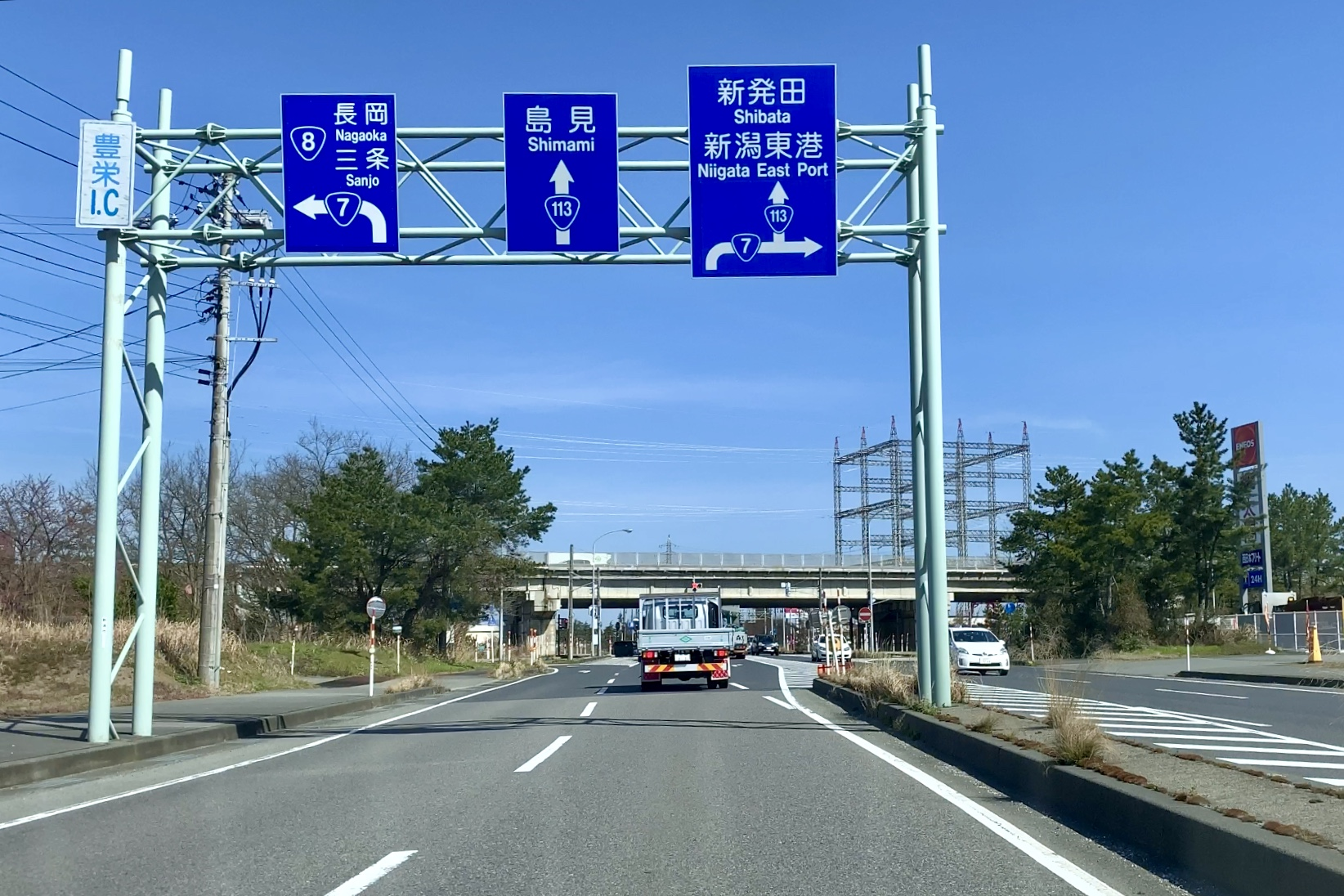
県道46号から見たIC（2020年3月）

## 歴史
- 1981年12月4日：対面2車線平面交差で暫定供用開始[1]。
- 1988年10月4日：対面2車線立体交差の供用開始[2]。
- 1989年9月16日：4車線立体交差供用開始[3]。

## 接続路線
- 新潟県道46号新潟中央環状線
  - 県道46号を介して国道113号（重複国道345号・新潟県道204号島見新発田線）

## 周辺
- 新潟東港
- 新潟市立笹山小学校
- 福島潟放水路
- 新発田川

## 隣
国道7号新新バイパス
競馬場IC - 豊栄IC - 道の駅豊栄 - 東港IC